# Arichanna haunghui
Arichanna haunghui là một loài bướm đêm trong họ Geometridae.